# شینودا بولن
جین شینودا بولن روانپزشک و نویسنده آمریکایی است. او کتاب‌های متعددی در زمینهٔ روانشناسی کهن الگویی نوشته‌است. معروفترین کتاب‌های او «خدابانوان درون زنان» و «خدایان درون مردان» با عناوین «نمادهای اسطوره‌ای و روانشناسی زنان» و «نمادهای اسطوره‌ای و روانشناسی مردان» و «زنان اسطوره ای، نمادهای اسطوره ای و روانشناسی زنان در دوران کمال» به فارسی برگردانده شده‌اند.

## آثار
- نمادهای اسطوره‌ای و روانشناسی زنان (۱۹۸۴)، با ترجمهٔ آذر یوسفی، انتشارات روشنگران و مطالعات زنان، ۱۳۸۴
- نمادهای اسطوره‌ای و روانشناسی مردان (۱۹۸۹)، با ترجمهٔ مینو پرنیانی و پرتو پارسی، انتشارات آشیان، ۱۳۹۰
- انواع مردان، با ترجمهٔ فرشید قهرمانی، انتشارات بنیاد فرهنگ زندگی، ۱۳۹۰
- روانشناسی مردان، با ترجمه ملیحه وفامهر، انتشارات دانژه، ۱۳۹۴
- روانشناسی زنان، با ترجمه ملیحه وفامهر، انتشارات دانژه، ۱۳۹۵
- زنان اسطوره ای، نمادهای اسطوره ای و روانشناسی زنان در دوران کمال، با ترجمه نجمه زینلی، انتشارات ورجاوند، ۱۳۹۷